# Кебап
Кебапите се приготвят чрез запържване или задушаване на кубчета месо в мазнина или сос. В някои случаи се прилага печене на скара или на жар.
Кебап, наричан още тас кебап, е традиционно българско ястие, което се приготвя от свинско, агнешко или телешко месо, кромид или праз, брашно, домати и подправки.
Много популярен е „виненият кебап“, чието име идва от факта, че при запържването на продуктите сместа се разрежда не с вода както при обикновения кебап, а с червено вино, което допълнително обогатява вкуса на ястието.

## Технология на приготвянето
Технологията на приготвянето на кебапите е заимствана от ориенталската кухня, а впоследствие е доразвита и изменена съобразно с особеностите на националната ни кухня. Използва се свинско месо, сосът се приготвя с яйца и мляко, поради което има бял цвят вместо типичния червен.
Кебапите се приготвят по няколко начина и в практиката тяхното разнообразие е голямо както поради различните продукти, така също и поради различните прилагани обработки. Използват се различни видове месо, като се предпочита по-младо и крехко агнешко, телешко и свинско месо от контрафилето, капака, ябълката, плешката и шола; агнешко месо от бута, плешката, тръбната и ребрената част. Използва се още месо от сърни, елени и есетрови риби.
Сосът може да бъде различно оцветен. Той е вкусен и ароматичен, което се дължи на многото употребени подправки – чубрица, джоджен, черен пипер, дафинов лист, вино, лютиви чушки, чесън и др. Кебапите се поднасят с или без гарнитура.
В зависимост от технологията на приготвянето и състава на течната част кебапите се разделят на следните групи: кебапи със сос; кебапи от изпържено и задушено месо, останало на мазнина; кебапи, задушени в пергаментова хартия, було, палачинка; кебапи, печени на скара или шиш.
- Кебапи със сос. Месото се запържва в мазнина, изважда се и се приготвя запръжка от ситно нарязан лук, доматено пюре, брашно и червен пипер. Запръжката се разрежда с малко бульон и месото се връща в нея. Прибавят се и подправките - чубрица, джоджен, черен пипер, чесън, бяло вино. Задушава се при умерена температура до достигане на кулинарна готовност на месото. Някои кебапи след полуомекване на месото се разпределят в пръстени съдове и допълнително се задушават в тях. На други кебапи сосът се застройва с кисело мляко и яйца. Те се отличават с бял цвят на соса. Кебапите със сос от тази група се предлагат с подходяща гарнитура - задушен ориз, картофено пюре, патладжани, тиквички и др. Типични представители на тази група кебапи са винен, тас кебап, горски, хайдушки, аджемкебап.
- Кебап на мазнина. За приготвянето им се използва най-крехкото месо от контрафилето. Нарязаното месо се запържва в мазнина, изважда се и в нея се задушават последователно дребно нарязаният праз лук, гъби, лютиви пиперки, домати или доматено пюре. Заливат се с бяло вино и се овкусяват с различни подправки. Задушават се при умерена температура, докато остане на мазнина. По този начин се приготвят каварма кебап, странджански кебап, кебап с гъби и др. След прибавяне на яйцата към приготвения каварма кебап се получава каварма кебап по радомирски, по русалийски и т.н.
- Кебапи в було, в хартия. Кебапите от тази група се приготвят единствено от агнешко месо (от бута или плешката) и от агнешки дреболии – бъбречета, ядки, момици и др.

Месото и дреболиите се поставят сурови или се запържват леко в мазнина заедно със ситно нарязания зелен лук и доматите, подправя се с бяло вино, джоджен, черен пипер, магданоз, разбъркват се леко и се увиват в пергаментова хартия, в було или палачинка. Подреждат се в намаслена тава, поливат се с малко бульон или гореща вода и се задушават във фурна. По този начин се приготвят агнешко книжен кебап, агнешки шиш кебап в було и др.
- Кебапи, печени на скара или шиш. За приготвянето им се използва свинско месо от каретната част, ябълката или шола; месото се нарязва на тънки филийки, маринова се с ароматични подправки и след това се пече на скара или шиш, който се върти над разпалена жар. По време на печенето месото от време на време се поръсва с вода, за да не прегори или да не остане сухо.

При поднасяне печеното на скара месо се нарязва на малки парченца. Като гарнитура се приготвят печени пиперки, пържени картофи и домати. Към тази група се отнасят друсан кебап, дюнер кебап и др.